# 유엔 동슬라보니아 바라냐 서시르미움 과도행정기구
유엔 동슬라보니아 바라냐 서시르미움 과도행정기구(United Nations Transitional Administration for Eastern Slavonia, Baranja and Western Sirmium, UNTAES)는 크로아티아 동부의 다뉴브강 동안인 동슬라보니아 바라냐 서시르미아에 수립된 유엔의 평화구축을 위한 과도행정기구이다. 이 과도행정부는 1996년부터 1998년까지 유지되었다. 가끔 과도행정기구라는 용어 대신 "과도행정부(Transitional Authority)"로도 알려져 있다. 본 과도행정기구는 1996년 1월 15일 유엔 안전 보장 이사회 결의 제1037호에 따라 공식적으로 수립되었다. 과도행정기구라는 형태는 1995년 11월 크로아티아 정부와 크로아티아 내 세르브계 공동체 대표 사이에 맺어진 에르두트 협정에서 상정되고 합의되었다. UNTAES 수립 당시 이 지역은 유엔 크로아티아 신뢰 회복 작전(UNCRO)이라는 또 다른 전통적인 형태의 평화유지 임무를 진행하고 있었다. UNTAES의 담당 구역은 UNCRO의 동부 구역(러시아군과 벨기에군 주둔 지역)이었는데 UNCRO 임무는 폭풍 작전으로 큰 문제에 처했다.
UNTAES는 서뉴기니에 수립된 유엔 임시행정기구, 캄보디아에 세워진 유엔 캄보디아 과도 통치기구에 이은 세번째 유엔 평화유지 임무로 유엔은 관심지역에서 더 직접적이면서 높은 행정권을 가지게 되었다. UNTAES를 통해 유엔은 유엔 보호령을 수립하여 관심지역의 행정 통치 임무를 맡게 되었다. UNTAES 임무가 끝난 다음에는 유엔 민사경찰 지원군(UNCPSG)라는 이름으로 본 지역의 추가적인 행정 및 경찰력 감시 임무를 진행했다.

## 역사

### 수립 이전
1995년 중반 폭풍 작전 이후 세르비아 크라이나 공화국은 다뉴브강 동안의 크로아티아 동부 일부 지역만 남았다. 크라이나 본토와는 달리 동슬라보니아 바라냐 서시르미아는 유고슬라비아 연방공화국(그중에서도 세르비아 공화국)과 긴 국경을 서로 맞대고 있었다. 또한 경제적으로나 사회적으로나 정치적으로나 크라이나보다는 베오그라드와 노비사드와 더욱 긴밀하게 연결되어 있었다. 이 때문에 국제사회는 크로아티아의 동슬라보니아 개입이 유고슬라비아 본국의 군사적 대응을 유발하고 적대 관계가 고조될 것이라 믿었다. 이와 동시에 크라이나가 군사적으로 패배하고 워싱턴 협정이 체결되며 1996년 미국 대통령 선거를 앞둔 미 행정부가 정치적 이익을 얻기 위해 보스니아 전쟁을 해결할 수 있는 공간이 열리게 되었다.
플래시 작전과 폭풍 작전에서 크로아티아가 대승을 거두면서 평화로운 수단을 통해 동슬라보니아를 크로아티아 본국으로 다시 합병시키자는 최초 안건이 국제 사회에서 강한 압박의 형태로 들어오며 크로아티아 정부도 놀라움을 느꼈다. 크로아티아군은 "달로 점프"(Skok u Dalj)라는 암호명으로 동슬라보니아 지역의 군사적 해결책 마련에 대한 비공식적인 회의를 가지고 있었다. 유고슬라비아 전쟁에 연루된 지역 내 당사국과 공동체는 다른 국가들과 평화적인 해결책이 성공할 수 있을 것이란 믿음이 거의 없었다.
1995년 11월 크로아티아 정부와 세르브계 크로아티아인의 대표 간 에르두트 협정이 체결되면서 협정 조항에 따라 유엔이 과도행정기구와 평화유지군을 수립하기로 결정되었다. 유엔 안전 보장 이사회 결의 제1023호는 이를 지지했고 유엔 안전 보장 이사회 결의 제1025호에서 UNCRO 임무가 중단된 후 유엔 안전 보장 이사회 결의 제1037호에 따라 동슬라보니아 지역에 유엔 보호령을 세우기 위한 UNTAES가 정식으로 수립되었다. 크로아티아 중앙정부의 통제 밖에 있는 마지막 영토이자 지정학적으로 과거 세르비아 크라이나 공화국의 가장 민감한 지역이라 할 수 있는 동슬라보니아 지역의 합병이 크로아티아에겐 데이턴 평화협정에서 가장 중요한 조건이었다. 이후 데이턴 협정이 체결되면서 유고슬라비아 전쟁에서 가장 컸던 보스니아 전쟁이 정식으로 종전되었다.

### 과도행정기구 수립
1996년 1월 15일 유엔 안전 보장 이사회 결의 제1043호에 따라 과도행정기구가 공식적으로 통치를 시작했다. 이 결의는 1년간 지속되며, 어느 한 쪽의 요청에 따라 과도행정기구의 통치 기간을 최대 1년 더 연장할 수 있도록 규정했다. 과도행정기구의 주요 목표는 비무장화가 제대로 이뤄지는지 감시하고 크로아티아로 평화적 재통합을 보장하는 일이었다. 유엔 사무총장은 당시 처음에는 UNTAES가 군인 9,300명을 가지고 있어야 한다고 주장했다. 최종 합의에 따라 과도행정기구는 군인 5,000명과 민사경찰(UNCIVPOL) 500명, 군 감시단 99명을 두기로 합의했다. 실제 배치시엔 과도행정기구가 군인 4,849명, 군 감시단 99명, 민사경찰 401명을 두고 있었다.
UNTAES 인원이 크로아티아에 도착하기 전에 이미 유엔 신뢰 회복 작전의 일환으로 벨기에군과 러시아군 1,600명이 동슬라보니아에 주둔하고 있었다. 이들은 요르단군과 파키스탄군 소속 기계화대대와 우크라이나군의 헬리콥터 건십 및 기타 부대와 함께 합류했다. 재통합 과정에 있어선 미국이 주도적인 역할을 했다.
당시 미국-크로아티아 관계에서 가장 중요했던 크로아티아 내 세르브인의 지위 규정 문제를 제기한 정책 입안자인 스트로브 탤벗은 미국 대사 피터 갤브레이스와 함께 부코바르, 벨리마나스티르, 일로크 마을에서 주민들과 세 차례의 회의를 열며 현지 세르브인에게 지도자들은 사실을 알리지 않았겠지만 에르두트 협정에 따라 동슬라보니아 지역은 크로아티아 영토가 될 것이라고 말했다. 또한 텔벗은 세르브인에게 자그레브, 오시예크, 도니라파츠, 크닌, 글리나 등 크로아티아 내 어디든 머물 권리를 가지고 있으며, 또한 반대로 크로아티아 민족도 동슬라보니아로 돌아갈 권리가 있다고 말했다. 1996년 초에는 매들린 올브라이트가 부코바르를 방문해 지역 시장에서 계란과 돌을 맞는 가운데서도 재통합 과정에 대한 지지를 표명했다.
과도행정기구의 초기 본부는 유엔보호군의 본부인 자그레브에 있었으나 행정부에서는 슬라보니아(동부 크로아티아)에 본부를 두고 싶어했다. 크로아티아 정부는 그 목적으로 오시예크를 제공했지만 임무단은 동슬라보니아 바라냐 서시르미아 영토 내에 본부가 있길 원했기 때문에 크로아티아의 제의를 거부했다. 결국 과도행정기구의 본부는 부코바르에 두고 벨리마나스티르에는 연락사무소를 두어 UNTAES 민정담당관이 지역 내 세르비아 행정위원회와 의회 회의에 참석하고 관련 정보 교환을 원할하게 했다. 행정기구가 직면했던 가장 큰 문제는 스코르피오니 민병대가 통제하는 젤레토브치 유전의 긴장 상태 해소와 평화적인 탈환이었다. 이를 위해 대표단은 자그레브 주재 대사들에게 젤레토브치 지역을 방문하라 촉구했고 세르비아 정교회와 현재 활동중인 2개 카톨릭교회를 방문하라고 소개했다.
1997년 4월 13일에는 UNTAES가 1997년 크로아티아 상원 선거(지역대표의회)를 지원하였고 이 당시 낸시 엘리라파엘이 이끄는 미국 특별대표단이 부코바르를 방문했다. 미국 특별대표단은 사르바시, 에르두트, 달, 부코바르, 보로보, 오파토바츠, 일로크, 샤렌그라드, 빌레, 체미나츠, 벨리마나스티르, 크네제비비노그라디 등을 차례로 순방했다. 미국 대표단은 크로아티아 정부에게 크로아티아의 문서를 가지고 있지 않는 세르브인에게도 투표할 수 있게 조치를 취한 점에 감사를 표했으며, 보이슬라브 스타니미로비치가 의장인 지역 공동체 합동위원회 회의에도 참석해 크로아티아 선거에 세르브인도 투표를 참여해달라고 부탁했다. 그러면서 대표단은 에르두트 협정의 목표인 포두나블레 지역의 다민족 구역 재건이라는 목표를 강조했다.

#### 지역경찰 개편
과도행정기구의 주요 임무 중 하나는 크로아티아 독립 전쟁 이전 보로보셀로 전투와 같이 민족 간 분쟁이 발생했던 지역경찰을 개편하는 업무였다. UNTAES가 직면한 첫 문제는 유고슬라비아 연방공화국의 상징을 대체하는 일이었다. 이에 대한 반발이 많아 미국 법무부의 재정 지원을 받은 과도행정기구가 어떠한 국가 마크도 없는 경찰 정복을 구입하는 타협안이 이루어졌다. 크로아티아 정부는 처음에 지역경찰에게 급료 지급을 거부했지만 나중에 크로아티아로 주권과 지역 행정권이 반환됨을 보증해 급료 지급에 합의했다. 하지만 그와 동시에 두 번째 문제가 발생했는데 크로아티아 정부는 유고슬라비아 디나르로 급료를 주기 거부하고, 지역경찰은 크로아티아 쿠나로 급료를 받기 거부해 결국 독일 마르크로 급료를 지불하는 합의가 이루어졌다. 과도기적 경찰력 관리는 이원주의의 원칙 하에 이루어졌는데 각 지역의 경찰 조직 최고위직은 세르브인과 크로아티아인 2명으로 구성되었다.

#### 과도행정기구 확대
- 1996년 7월 30일 유엔 안전 보장 이사회 결의 제1069호 - 군 감시단 증파와 임무 확대
- 1996년 11월 15일 유엔 안전 보장 이사회 결의 제1079호 - UNTAES 통치 영토의 재통합 준비 작업과 난민 귀환을 위한 임무
- 1997년 7월 14일 유엔 안전 보장 이사회 결의 제1120호 - 과도행정기구 조직 구조조정 및 난민 귀환을 위한 임무 강화

### 해산 이후
1997년 말 유엔 안전 보장 이사회 결의 제1145호에 따라 UNTAES의 치안 유지 임무는 유엔 경찰 지원군(UNPSG)이 인수했으며, 1998년 1월 15일 과도행정기구의 임무가 사실상 종료되었다. 180명의 유엔 민사경찰이 남아 크로아티아 경찰의 상황을 감시하고 난민의 귀환을 감독했다. UNTAES의 임무에 대한 추가적인 지원으로 유럽 안보 협력 기구는 OSCE 크로아티아 임무단을 수립해 인권과 소수자 권리 보장, 난민의 귀환, 공공기관의 재건, 민사경찰 업무 감시 등의 임무를 총괄했다.

## 같이 보기
- 유엔이 통치중인 영토 목록
- 공동체 합동위원회(ZVO)
- 1997년 동슬라보니아 병합 주민투표